# Avenue D
L'avenue D est une avenue de Manhattan, à New York.

## Situation et accès
Située dans le quartier de East Village, cC'est l'avenue la plus à l'est du quartier East Village de Manhattan, à l'est de l'avenue C et à l'ouest de FDR Drive. Il traverse East 13th et Houston Streets, et continue au sud de Houston Street sous le nom de Columbia Street jusqu'à Delancey Street et Abraham E. Kazan Street pour se terminer à Grand Street. 

## Origine du nom
Contrairement aux avenues numérotées (1st à 12th), les avenues A à D ont été ajoutées à l'extrémité est de l'île, là où la topographie rendait difficile l'application stricte du plan en damier.

## Historique
L'« Avenue D » a été tracée dans le cadre du Commissioners' Plan de 1811, qui a instauré le quadrillage de Manhattan.
Les avenues av. A, av.  B, av. C et av. D sont à l'origine du nom de la section du quartier d'East Village qu'elles traversent, Alphabet City.